# Tolumnia variegata
Tolumnia variegata là một loài lan đặc hữu của vùng Caribe.

## Hình ảnh

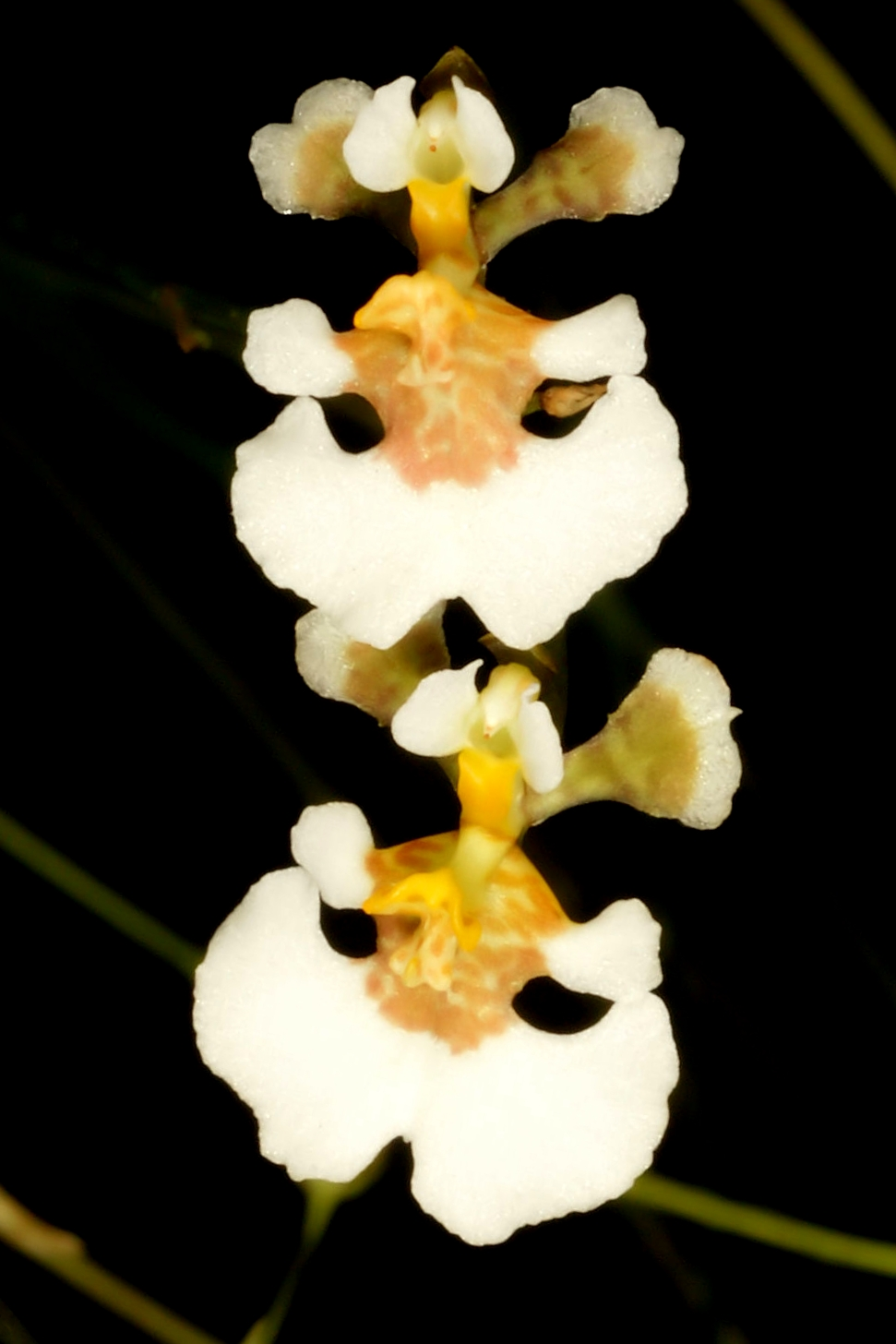
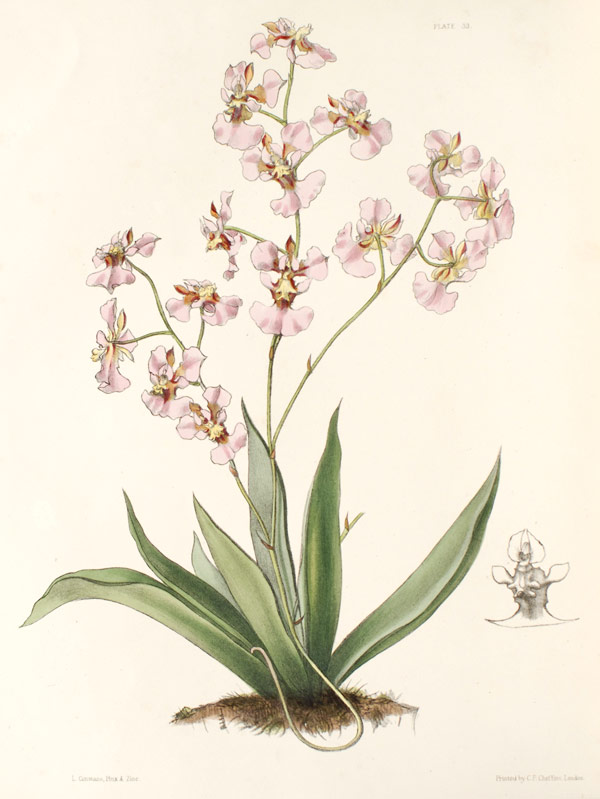